# Analphabétisme financier
L'analphabétisme financier est l’incapacité à comprendre les mécanismes financiers de la vie courante.

## Ampleur au début du21esiècle
En 2014, les économistes Annamaria Lusardi et Olivia Mitchell publient une étude basée sur un QCM de trois questions : une sur l'acquisition d'intérêt sur un compte d'épargne, une autre sur l'évolution du pouvoir d'achat selon les taux d'intérêt et d'inflation et la dernière relative à la diversification des risques d'investissement.
L'étude montre que dans les pays ayant les meilleurs résultats (Allemagne, Suisse) seulement 50 % des personnes interrogées ont été capables de répondre correctement aux trois questions. Ce taux chute entre 20 et 25 % pour des pays développés tels que l'Italie, le Japon, la Suède. En Russie ou en Roumanie, le taux est de 4 %.

## Répercussions
La mauvaise compréhension des mécanismes financiers peut avoir des graves répercussions sur la santé des ménages. Lorsque ceux-ci sont confrontés aux crédits (cartes bancaires, crédit à la consommation, prêt étudiant/immobilier, etc.) ou même au boursicotage, les choix erronés affectent le budget du ménage ce qui peut le conduire à sa précarisation. 
Cette situation conduit à une insécurité financière des ménages. En 2013, la moitié des habitants des États-Unis ne sont pas capables de répondre à une dépense imprévue de 400 dollars.
Cela peut se traduire par une forte exposition au risque d'arnaques financières telles que :
- sur l'utilisation des chèques. Les victimes encaissent ce qu'ils pensent être un vrai chèque et réalisent une dépense réelle :
  - les faux employeurs[3], le nouveau salarié reçoit un « chèque » pour pouvoir s'équiper en matériel. L'arnaqueur ayant volontairement donné un « chèque » plus important à celui qu'attendait la victime, il demande à ce dernier de bonne foi de lui rendre la différence. La victime s'aperçoit plusieurs jours plus tard que le chèque qu'il a encaissé n'est pas honoré (volé, sans provision). Il se retrouve alors lésé de toutes les dépenses qu'il a effectuées pour le faux employeur[4].
  - les faux prêts[5], la fausse banque verse plus que prévu à son client, celui-ci rembourse la différence. Une variante de l'arnaque consiste à demander des frais de dossier.
  - les faux amis[6], une personne ayant un problème avec sa banque demande à un ami de lui encaisser un chèque à sa place et de lui rendre en espèce.
  - Contrairement aux idées conçues, l'utilisation d'un chèque de banque ne protège en rien d'une arnaque et peut même la faciliter en raison de la confiance qui est accordée à tort à ce type de moyen de paiement. Il n'existe aucun moyen fiable de vérifier sans passer par sa banque la validité d'un chèque de banque.

## Lutte contre l'analphabétisme financier
L'instruction des personnes analphabètes permet d'améliorer leur situation matérielle.
Le rôle des banques est pointé quant à l'information de ses clients lors de l'utilisation de ses services, notamment sur le risque de non-paiement des chèques qui ne sont garantis qu'à hauteur de 15 euros en France.